# Pride of America (schip, 2005)
De Pride of America is een cruiseschip van NCL America, een aparte divisie onder Norwegian Cruise Line, om cruises te maken in Hawaï. De Pride of America was in 2005 het eerste nieuw gebouwde schip in 50 jaar dat onder Amerikaanse vlag in de vaart kwam.
Het schip heeft een tonnage van 81.000 ton en een lengte van 281 meter. Het schip is 32,2 meter breed en beschikt over 15 dekken voor passagiers. Op het schip werken zo'n 1.000 bemanningsleden en er is ruimte voor 2.144 passagiers. Op het schip zijn 10 restaurants en twee zwembaden aanwezig.
Het schip werd rond het thema Best of America gebouwd. Zo heeft het schip een Capitol Atrium met een verlichte Capitol-koepel aan boord, een dubbele trap naar het Hollywoodtheater met grote goudkleurige Oscarbeelden, een Liberty-restaurant met historische schilderijen, Pink's Champagne & Cigar Bar, het Lazy J Steak House en de Gold Rush Saloon.